# Am Busch (Naturschutzgebiet)
Am Busch ist der Name eines Naturschutzgebiets in der niedersächsischen Gemeinde Börger in der Samtgemeinde Sögel im Landkreis Emsland.
Das Naturschutzgebiet mit dem Kennzeichen NSG WE 030 ist 6,5 Hektar groß. Es liegt im Klemenswerther Forst zwischen Börger und Werpeloh auf dem Hümmling, einer Grundmoränenlandschaft.
Das Naturschutzgebiet stellt einen Bereich mit Birken-Eichenwald und trockener Sandheide unter Schutz. Das Gebiet wird geprägt von Kratteichen, die zur Gewinnung von Gerberlohe stehengelassen und vom Weidevieh verbissen wurden.
Das Gebiet steht seit dem 26. März 1938 unter Naturschutz. Zuständige untere Naturschutzbehörde ist der Landkreis Emsland.